# Luis Enrique Fernández
Luis Enrique Fernández Figueroa (* 29. April 1950 in Zacatepec, Morelos) ist ein ehemaliger mexikanischer Fußballspieler auf der Position eines Verteidigers. Er stand über viele Jahre hinweg als Spieler beim Puebla FC unter Vertrag und arbeitete später auch lange im Trainerstab der Camoteros.

## Laufbahn
Fernández begann seine Profikarriere Ende der 1960er Jahre beim seinerzeit noch in der zweiten Liga spielenden Puebla FC. 1970 gelang ihm mit den Camoteros der Aufstieg in die höchste Spielklasse, nachdem der Verein eine zusätzliche Aufstiegsrunde zur Erweiterung der ersten Liga erfolgreich bestritten hatte.
Nach einer Dekade beim Puebla FC wechselte er 1979 zum Club Atlante und kehrte nach der Saison 1981/82, in der er gerade mal zu vier Einsätzen in der Punktspielrunde gekommen war, zu den Camoteros zurück. Die darauffolgende Saison 1982/83 sollte nicht nur sein erinnerungswürdigstes Jahr werden, sondern auch die bis dahin erfolgreichste Spielzeit des Puebla FC. Denn nachdem Fernández in der Vorrunde auch nur fünfmal zum Einsatz gekommen war, wurde er in der Rückrunde ein unverzichtbarer Stammspieler, der nur das Heimspiel gegen den Repräsentanten seines Geburtsortes, Cañeros de Zacatepec, verpasste und ansonsten alle Spiele (einschließlich der Liguillas) bestritt. Höhepunkt der Saison 1982/83 war für die Camoteros das erstmalige Erreichen der Finalspiele um die mexikanische Fußballmeisterschaft, in denen der „Newcomer“ Puebla FC dem damaligen Rekordmeister  Chivas gegenüberstand. Nachdem der Puebla FC das Hinspiel im Estadio Jalisco mit 1:2 verloren und das Rückspiel im heimischen Estadio Cuauhtémoc nach der regulären Spielzeit mit 1:0 gewonnen hatte, wurde zur Ermittlung des Meisters ein Elfmeterschießen erforderlich. Beim Stand von 6:6 erzielte Fernández das spielentscheidende Tor zum 7:6-Endstand, wodurch der Puebla FC zum ersten Mal in seiner Geschichte den Meistertitel gewann.
In der darauffolgenden Saison 1983/84 beendete Fernández seine aktive Laufbahn und wechselte später in den Trainerstab des Puebla FC, den er zwischen 1988 und 1993 auch dreimal kurzzeitig als Interimstrainer betreute.

## Erfolge
- Mexikanischer Meister: 1983